# هوبره‌های نمادین
هوبره‌های نمادین (نام علمی: Chlamydotis) نام یک سرده از تیره هوبره‌ایان است.

## گونه‌ها و زیرگونه‌ها
- هوبره, Chlamydotis undulata
  - C. u. undulata در شمال آفریقا
  - C. u. fuertaventurae در جزایر قناری
- هوبره آسیایی, Chlamydotis macqueenii در آسیا